# Metopius lobatus
Metopius lobatus är en stekelart som beskrevs av Clement 1930. Metopius lobatus ingår i släktet Metopius och familjen brokparasitsteklar. Inga underarter finns listade i Catalogue of Life.